# Territorialprinzip der NWA
Dieser Artikel behandelt das Territorialprinzip der NWA und dessen Historie. Als die NWA am 18. Juli 1948 im Zuge einer Generalversammlung in Iowa gegründet wurde, beschlossen die dort versammelten Wrestling-Veranstalter (Promotors), das die Autonomie der einzelnen Substorganisationen (Affiliates) der sich nun National Wrestling Alliance nennenden Wrestling Federation zu achten und zu gewährleisten sei.

## Grundsätzliches
Zum Zweck der eingeforderten Autonomie griff die NWA auf die bestehende Territorialstruktur der National Wrestling Association zurück, die sich Jahrzehnte lang bewährt hatte und baute diese zu einem eigenständigen Territorialprinzip aus: einem bestimmten Gebiet wurde nun ein fester Veranstalter (Booker) installiert, der dieses Prinzip überwachen und die Verpflichtung der zu verpflichtenden Wrestler vorzunehmen hatte.
Die NWA bestand regional wie lokal aus örtlichen Vertretern, denen eine NWA-Region unterstand und die zentralistisch ein NWA-Büro als oberste Instanz leiteten.
Seit ihrer Reorganisation (Juni 2012) vergibt die NWA nur noch Veranstaltungslizenzen und unterscheidet seitdem nicht mehr in Mitgliedsorganisationen (Member Organizations), Regionalverbände (Affiliates) und angeschlossenen Verbänden (Associates).

## Funktion des Territorialprinzips
In der 1948 etablierten NWA galt nun jahrzehntelang das Gesetz, das Suborganisationen gleich welcher offiziellen NWA-Einstufung keine Shows, genauer gesagt Veranstaltungen, im vom Board Of Directors genau definierten Territorium eines anderen Wrestlingveranstalters veranstalten durfte. Dieser besaß die uneingeschränkte Territorial-Hoheit über das ihm von der NWA-Führung zugeteilte Gebiet.
Im Falle, dass eine NWA-Organisation in einem benachbarten oder überregionalen Gebiet veranstalten wollte, dann war diese Veranstaltung bei der betreffenden Regional-Organisation (Major Promotion) offiziell anzumelden und von dieser zu genehmigen. Bei positiver Entscheidung wurde zwischen dem Antragssteller und der Major Promotion ein Kooperationsvertrag geschlossen, der auch Titelwechsel beinhalten konnte.
Sollten sich Wrestler nicht an diese mündlich abgesprochenen Regeln halten, so sollten gegen diese harte Sanktionen verhängt werden.
Die schriftliche Kodifizierung der auf der Generalversammlung vom 18. Januar 1948 erfolgten Beschlüsse erfolgte am 25. September 1948, wo ein diesen nachfolgendes 11 Punkte umfassendes Grundsatzprogramm beschlossen wurde:

„BE IT AGREED

1. That this organization be a cooperative group in wrestling with each member of this group to be free to run his existing territory as he sees fit without the interference of any other member of this group, and at no time or to anyone else.
2. That all existing territories run by members of this group be respected and protected by the organization as a whole from any outside invasion of rights. Members of this group to do all in their power to help each other with talent.
3. This organization to recognize only one heavyweight and one junior-heavyweight champion of any kind recognized by this group shall at no time demand or get a free for wrestling bouts acceding (sic) the usual 10%. It's a different idea: that said champions so recognized shall post a substantial amount of money in escrow to be held as forfeit by the Secretary-Treasure, the amounts to be decided on by vote of this membership. It is further agreed that the Secretary-Treasure be bonded for the sum of $10,000, the cost of the bond to paid of the National Wrestling Alliance treasure.
4. This organization, by unanimous vote, decided to recognize Orville Brown as the world’s heavyweight champion. It was also decided to hold recognition of a junior heavyweight champion in abeyance until the next meeting of the Alliance members.
5. Orville Brown, the recognized champion of this Alliance agrees to post $2,500 cash with the Secretary-Treasure on or before November 1, 1948, and $2,500 each additional time he should defeat a recognized claimant of the title, the money posted not exceed $10,000 (ten thousand dollars).
6. All decisions of this group or organization will be majority vote. Majority decisions will be finial and accepted by all.
7. Said recognized champions will not at any time have to pay any member of this group or anyone else at any time to pay any member of this group or anyone else any part of the ten percent (10%) he received from any matches.
8. It has been approved by this group that the president of the organization acts as manager and booker for the heavyweight champion.
9. This organization will act as its own governing body insofar as the conduct and actions of its wrestlers. If any wrestler does anything detrimental to the sport of wrestling, or detrimental to the interests of a promotor, he shall be suspended by that promotor immediately after he completes his bookings. That promotor shall immediately notify all of the members of the Alliance, and those members shall also bar this wrestler from their territories. The only way he may be reinstated as a wrestler in good standing with the organization is by clearing himself with the promotor whom he injured. When he does so and his promotor notifies the Alliance, this wrestler becomes eligible for further bookings. Notification of reinstatement should be made to the Secretary-Treasure.
10. A meeting of the National Wrestling Alliance shall be held at least one a year or any time at the discretion of the President.
11. Upon signing this agreement each charter member will post $100 (one hundred dollars) each and $50 (fifty dollars) each succeeding year. Any new members must pay $150 (one hundred and fity dollars), plus $50 (fifty dollars) each succeeding year. This money to be posted with the Secretary-Treasure to be used for the operating expenses of the organization.

Signed by:
P.L. George, Tony Stecher, Max M. Clayton, George Simpson (by Orville Brown), Harry Light (by Bert Ruby), Sam Muchnick, Al Haft (by Frankie Talaber).

All rules subject to amendment by mjority vote of NWA membership.
AMENDENTS:

Agreement #3 Amended to: Champions to recieve 10% of 100% after taxes or 12½ of 80% after taxes.

Agreement #5 Amended to: Champion to post $10,000 to be held in escrow and the parties to hold escrow money to be picked from the next general meeting, November 1949.

Agreement #8 Amended to: Sam Muchnick of St. Louis to act as booker for the heavyweight champion. Sam Avey book junior-heavy champ.

VEREINBART WIRD

1. Diese Organisation soll eine kooperative Gruppe im Ringen sein, wobei jedes Mitglied dieser Gruppe frei sein soll, sein bestehendes Territorium nach eigenem Ermessen zu verwalten, ohne dass sich ein anderes Mitglied dieser Gruppe einmischt, und zwar zu keiner Zeit und gegenüber niemand anderem.
2. Alle bestehenden Territorien, die von Mitgliedern dieser Gruppe verwaltet werden, sollen von der gesamten Organisation respektiert und vor jeder Verletzung von Rechten von außen geschützt werden. Die Mitglieder dieser Gruppe sollen alles in ihrer Macht Stehende tun, um sich gegenseitig mit Talenten zu helfen.
3. Diese Organisation soll nur einen Schwergewichts- und einen Junior-Schwergewichts-Champion jeglicher Art anerkennen, der von dieser Gruppe anerkannt wird, und soll zu keiner Zeit eine Freistellung für Ringkämpfe verlangen oder erhalten, die die üblichen 10 % einschließt. Es ist eine andere Idee: Die so anerkannten Champions sollen einen beträchtlichen Geldbetrag treuhänderisch hinterlegen, der vom Schatzmeister als Verfall verwahrt wird, wobei die Höhe der Beträge durch Abstimmung dieser Mitglieder festgelegt wird. Es wird weiterhin vereinbart, dass der Schatzmeister eine Kaution von 10.000 $ hinterlegt, die Kosten der Kaution, die aus der Schatzkammer der National Wrestling Alliance bezahlt werden muss.
4. Diese Organisation hat einstimmig beschlossen, Orville Brown als Schwergewichtsweltmeister anzuerkennen. Es wurde auch beschlossen, die Anerkennung eines Junior-Schwergewichtsmeisters bis zur nächsten Versammlung der Mitglieder der Alliance zurückzustellen.
5. Orville Brown, der anerkannte Champion dieser Alliance, erklärt sich bereit, dem Schatzmeister bis zum 1. November 1948 2.500 $ in bar zu hinterlegen, sowie 2.500 $ für jedes weitere Mal, wenn er einen anerkannten Titelanwärter besiegt, wobei der hinterlegte Betrag 10.000 $ (zehntausend Dollar) nicht übersteigen darf.
6. Alle Entscheidungen dieser Gruppe oder Organisation werden mit Stimmenmehrheit getroffen. Mehrheitsentscheidungen sind endgültig und werden von allen akzeptiert.
7. Die genannten anerkannten Champions müssen zu keinem Zeitpunkt einem Mitglied dieser Gruppe oder sonst jemandem einen Teil der zehn Prozent (10 %) zahlen, die sie aus Kämpfen erhalten haben.
8. Diese Gruppe hat genehmigt, dass der Präsident der Organisation als Manager und Booker für den Schwergewichtschampion fungiert.
9. Diese Organisation fungiert als ihr eigenes Leitungsgremium hinsichtlich des Verhaltens und der Handlungen ihrer Wrestler. Wenn ein Wrestler etwas tut, das dem Wrestling-Sport oder den Interessen eines Promoters schadet, wird er von diesem Promoter sofort nach Abschluss seiner Bookings suspendiert. Dieser Promoter benachrichtigt unverzüglich alle Mitglieder der Alliance, und diese Mitglieder verbieten diesem Wrestler auch den Zutritt zu ihren Territorien. Die einzige Möglichkeit, ihn als Wrestler mit gutem Ruf bei der Organisation wieder einzusetzen, besteht darin, sich bei dem Promoter, den er verletzt hat, reinzuwaschen. Wenn er dies tut und sein Promoter die Alliance benachrichtigt, ist dieser Wrestler für weitere Bookings berechtigt. Die Wiedereinstellung muss dem Schatzmeister gemeldet werden.
10. Mindestens einmal im Jahr oder jederzeit nach Ermessen des Präsidenten findet eine Sitzung der National Wrestling Alliance statt.
11. Mit der Unterzeichnung dieser Vereinbarung zahlt jedes Gründungsmitglied 100 $ (einhundert Dollar) und jedes darauffolgende Jahr 50 $ (fünfzig Dollar). Jedes neue Mitglied muss 150 $ (einhundertfünfzig Dollar) zahlen, plus 50 $ (fünfzig Dollar) jedes darauffolgende Jahr. Dieses Geld ist dem Schatzmeister zu überweisen und für die Betriebskosten der Organisation zu verwenden.

Unterzeichnet von:
P.L. George, Tony Stecher, Max M. Clayton, George Simpson (für Orville Brown), Harry Light (für Bert Ruby), Sam Muchnick, Al Haft (für Frankie Talaber).

Alle Regeln können durch Mehrheitsbeschluss der NWA-Mitglieder geändert werden.

ÄNDERUNGEN:

Vereinbarung Nr. 3 geändert wie folgt: Champions erhalten 10 % von 100 % nach Steuern oder 12½ von 80 % nach Steuern.

Vereinbarung Nr. 5 geändert wie folgt: Champion hinterlegt 10.000 $ als Treuhandgeld und die Parteien halten das Treuhandgeld, das bei der nächsten Hauptversammlung im November 1949 ausgewählt wird.

Vereinbarung Nr. 8 geändert wie folgt: Sam Muchnick aus St. Louis fungiert als Booker für den Schwergewichtschampion. Sam Avey bucht den Junior-Schwergewichtschampion.“

Obgleich die NWA-kleineren Promotionen so an ihrer eigenen Expansion gehindert wurden, war für die meisten von diesen die NWA-Schirmherrschaft wohl insofern positiv, als sie für ihre eigenen Showveranstaltungen für verhältnismäßig wenig Geld an namhafte überregionale Wrestler kamen.
Dieses Prinzip galt uneingeschränkt bis in die 1980er-Jahre und schloss auch offiziell unabhängige Ligen (Promotions, die der NWA in jeglicher Form nicht angehörten) mit ein.
Von diesem Territorialprinzip befreit waren die offiziellen NWA World Champions, die Inhaber der NWA Worlds Heavyweight Championship (Einzeltitel) und der NWA World Tag Team Championship (Tag-Team-Titel). Diese hatten die offizielle Funktion, ihre Titel global, national wie auch regional zu verteidigen. Das NWA Worlds Heavyweight Championship Committee entschied mit Absprache der Titelinhaber über eventuelle Titelwechsel und der damit verbundenen Handlungsabfolgen (Storyline), wenn diese vor Ablauf der vertraglich vereinbarten Title-Regentschaft erfolgten.

## Territorialstruktur und Gliederung der National Wrestling Alliance

### NWA-Büros
Um das 1948 vereinbarte Territorialprinzip sicherzustellen und gewährleisten zu können, errichtete die NWA nun in verschiedenen Städten NWA-Büros (NWA Offices), welche als lokale Anlaufstellen dienten. Verwaltungstechnisch oblag diesen Büros auch die entsprechende NWA-Region.
In der Regel stellte einer der regionalen Hauptveranstalter dieses NWA-Büro und alle Wrestlingveranstaltungen in dem diesem Büro unterstellten Territorium mussten dort beantragt und von diesem genehmigt werden.
Diese NWA-Büros wurden später im Zuge der Reorganisation der NWA aufgelöst und umgewandelt.
Tabelle mit den NWA-Büros (1948–1993)
| Name                     | Sitz                      | abgedeckte Territorien                            |
| ------------------------ | ------------------------- | ------------------------------------------------- |
| NWA Atlanta Office       | Sitz Atlanta, Georgia     | Georgia, Ohio                                     |
| NWA Buffalo Office       | Sitz Buffalo, New York    | Upstate, New York                                 |
| NWA Chicago Office       | Sitz Chicago, Illinois    | Illinois, Wisconsin                               |
| NWA Detroit Office       | Sitz Detroit, Michigan    | Michigan, Ohio                                    |
| NWA Florida Office       | Tampa, Florida            | Florida, Puerto Rico                              |
| NWA Gulf Coast Office    | City of Mobile, Alabama   | Alabama, Florida, Mississippi, Louisiana          |
| NWA Indianapolis Office  | Indianapolis, Indiana     | Indiana                                           |
| NWA Iowa Office          | Waterloo, Iowa            | Iowa, Kansas, Missouri                            |
| NWA Mid-America Office   | Birmingham, Alabama       | Tennessee, Kentucky, Northern Alabama             |
| NWA Minneapolis Office   | Minneapolis, Minnesota    | Minnesota                                         |
| NWA New Mexico Office    | unbekannt                 | Colorado, New Mexico                              |
| NWA Nebraska Office      | Omaha, Nebraska           | Nebraska                                          |
| NWA San Francisco Office | San Francisco, California | Northern California                               |
| NWA St. Louis Office     | St. Louis, Missouri       | Missouri                                          |
| NWA Tri-State Office     | Tulsa, Oklahoma           | Oklahoma, Louisiana, Arkansas, Mississippi, Texas |
| NWA Utah Office          | unbekannt                 | Utah                                              |

### NWA-Regionen (1948–1993)
Die NWA gliederte ihre Territorien bis 1993 auch in größere Verwaltungseinheiten, welche als Regionen (Regions) bezeichnet wurden. In einer solchen Region stellte die einflussreichste Promotion der NWA-Region den Hauptveranstalter, der angeschlossene Promotionen unterstellt waren. Unter dessen Banner wurden dann die verschiedenen Schaukampf-Turniere (Tournaments) durchgeführt und vermarktet. Diesen Regionen waren auch die States & Depentend Areas, welche aus dem Staatsgebiet der Vereinigten Staaten und aus den mit diesen assoziierten US-Überseegebieten gebildet wurden, zugeordnet. In diesen wurden der entsprechenden Storyline die Regionaltitel (State Titles) ausgekämpft.
Die NWA wies diese regionale Gliederung bis 2017 auf. 1948–1993 galt wie nachfolgend folgende Regionalaufteilung:
Tabelle mit den traditionellen Regionen
| Region                | Abgedecktes Territorium                                                 |
| --------------------- | ----------------------------------------------------------------------- |
| Asia                  | Japan, Südkorea                                                         |
| The Carolinas         | North Carolina, South Carolina                                          |
| Central States        | Missouri, Kansas, Iowa                                                  |
| East                  | Florida, Pennsylvania, Indiana, Michigan, Ohio                          |
| Europe                | Frankreich, Großbritannien, Irland                                      |
| Mid-Atlantic          | North Carolina, South Carolina, Virginia                                |
| Midwest               | Illinois, Iowa, Kansas, Missouri, Wisconsin, Indiana                    |
| Mid-South             | Oklahoma, Arkansas, Louisiana, Mississippi                              |
| Northeast/New England | Connecticut, New Hampshire, Maine, Massachusetts, Rhode Island, Vermont |
| Oceania               | Australien, Mikronesien, Neuseeland, Polynesien                         |
| Pacific Ocean         | Hawaii                                                                  |
| Pacific Northwest     | British Columbia, Oregon, Washington                                    |
| Tri-State/Mid-South   | Oklahoma, Louisiana, Arkansas, Mississippi                              |

Zu Beginn der 1990er-Jahre wurde innerhalb der NWA eine Reorganisation durchgeführt, in deren Rahmen die traditionellen, auf der Territorialstruktur der National Wrestling Association beruhende Regionaleinteilung zugunsten einer neuen Gliederung aufgegeben wurde. Das gesamte der NWA unterstehende Territorium wurde nun geografisch in Eastern States (östliche Bundesstaaten), Central States (mittlere Bundesstaaten), Western States (westliche Bundesstaaten) eingeteilt. Damit war vonseiten des NWA Board Of Directors das gesamte US-amerikanische Staatsgebiet abgedeckt. Hinzu kamen noch die NWA-Verwaltungseinheiten Canada (Kanada) und Other Countrys (sonstige NWA-Gebiete in Übersee) hinzu. Diese Gliederung galt bis Juni 2012.
Tabelle der NWA-Regionen (1993–2012)
| Eastern States | Central States | Western States | Kanada      | andere Länder  |
| -------------- | -------------- | -------------- | ----------- | -------------- |
| Alabama        | Arkansas       | Arizona        | Canada-East | United Kingdom |
| Georgia        | Illinois       | California     | Canada-West | Irland         |
| The Carolinas  | Indiana        | Colorado       | 0           | Mexiko         |
| Kentucky       | Iowa           | Hawaii         | 0           | Südkorea       |
| North Florida  | Kansas         | Idaho          | 0           | 0              |
| South Florida  | Michigan       | Nevada         | 0           | 0              |
| New Jersey     | Mississippi    | Oregon         | 0           | 0              |
| New York       | Missouri       | Utah           | 0           | 0              |
| Pennsylvania   | Oklahoma       | Washington     | 0           | 0              |
| Tennessee      | Texas          | 0              | 0           | 0              |
| Virginia       | Wisconsin      | 0              | 0           | 0              |
| West Virginia  | 0              | 0              | 0           | 0              |

### Wiedereinführung der NWA-Territorien (2023)
2023 griff die heutige NWA unter ihrem aktuellen Präsidenten Billy Corgan das offiziell Territorialprinzip wieder auf, um gleichzeitig die 2017 von ihm eingeführte Lizenzvergabe weiterzubetreiben. Gleichzeitig wurden auch eingestellte Regionaltitel wieder aktiviert und medial ausgekämpft. Die Anknüpfung an das Territorialprinzip wurde nötig, da die WWE durch Verkauf als Konkurrent weggefallen und mit dem medialen Erfolg von All Elite Wrestling (AWE) ein neuer Konkurrent erschienen war. Auf diese Weise gedenkt die NWA, regionales Publikum, welches eher dem Pro Wrestling als dem Sports Entertainment (das auch von AWE de facto vertreten wird) folgt, an sich dauerhaft zu binden.

## Lizenzvergaben

### Die Lizenzpolitik der NWA zwischen Juni 2012 bis Oktober 2017
Im Januar 2012 beschlossen mit Bruce Tharpe (NWA World Class), Chris Ronquillo (NWA Texas) und Frederic G. Rubenstein (NWA New York/New Jersey) drei einflussreiche Hauptveranstalter der NWA, dass die Federation erneut drastisch reorganisiert und modernisiert gehöre, wenn diese weiterhin gegen den Marktführer WWE Bestand haben sollte.
Daher gründeten die drei im August gleichen Jahres mit der Pro Wrestling Organization, LCC eine neue Gesellschaft, die ursprünglich als Triumvirat gemeinschaftlich und gleichberechtigt agieren sollten. Doch bis zum Sommer 2012 klagte der Jurist Tharpe gerichtlich seine alleinige Führungsposition innerhalb dieser neuen Gesellschaft ein, Ronquillo erhielt den Posten eines Vizevorsitzenden, derweil Rubenstein die Firma gegen Ende des Jahres verließ.
Die meisten der NWA-Wrestlingverbände waren jedoch nicht mit diesem Führungswechsel einverstanden, da mit der Gründung der neuen Gesellschaft die bisherigen Territorien zugunsten einer Lizenzvergabe-Politik aufgegeben wurden. Daher verließ ein Großteil von diesen bereits ab Juni 2012 die NWA. So auch die NWA Pro unter David Marquez, welche die einflussreichste Mitgliedsorganisation der NWA darstellte und die mit dem TV-Format NWA Championship Wrestling from Hollywood äußerst erfolgreich war.
Seit Juni 2012 existierten innerhalb der NWA keine Territorialverbände mehr, da die neue NWA-Führung dazu überging, bisherige Mitgliedschaften in Lizenzen umzuwandeln, deren Geltungsbereich aber weiterhin lokale Gültigkeit aufwiesen. Diese lokale Gültigkeit war nötig, da sich die NWA-tragende Gesellschaft in Form der Pro Wrestling Organization, LCC entschlossen hatte, die bis 1993 eingestellten Regionaltitel (States Titles) wieder zu reaktivieren und neu auskämpfen zu lassen. Damit sollte die neue Gesellschaft an alte Traditionen der alten NWA anknüpfen. Doch durch die Vergabe von bloßen Lizenzen war interessierten Wrestlingveranstaltern die wichtige Möglichkeit genommen worden, sich in der NWA einzukaufen und dort Einfluss auf die dortige Geschäftspolitik nehmen zu können.
Tabelle der ehemaligen NWA-Lizenzen (2012–2017)
| Territorium (Standort)                                | Promotion/Liga                            | Lizenz                        |
| ----------------------------------------------------- | ----------------------------------------- | ----------------------------- |
| Cailfornien (Santa Maria)                             | NWA Vendetta Pro Wrestling                | Juli 2014 – Oktober 2017      |
| Georgia (Atlanta)                                     | NWA Atlanta                               | August 2011                   |
| Illinois (E. St. Louis)                               | NWA Central States Championship Wrestling | November 201 – Oktober 2017   |
| Indiana (Madison)                                     | NWA Supreme                               | April 2015 – Oktober 2017     |
| Louisiana (Houma)                                     | NWA Elite Championship Wrestling          | Oktober 2012 – Oktober 2017   |
| Louisiana (W. Monroe)                                 | Bayou Independent Wrestling               | April 2014 – Oktober 2017     |
| Ohio (Marion)                                         | NWA Midwest Championship Wrestling        | 2013 – Oktober 2017           |
| Oregon (Portland)                                     | NWA Blue Collar Wrestling                 | März 2015 – Oktober 2017      |
| Tennessee (Kingsport)                                 | NWA Smoky Mountain                        | Februar 2011 – Oktober 2017   |
| Tennessee (Millersville)                              | Southern Allstar Wrestling (Tennessee)    | Dezember 2012 – Oktober 2017  |
| Tennessee (Union City)                                | NWA Midsouth                              | August 201 – Oktober 2017     |
| Texas (Amarillo)                                      | Top of Texas                              | August 2008 – Oktober 2017    |
| Texas (Austin)                                        | Pro Wrestling Texas                       | Oktober 2012 – Oktober 2017   |
| Texas (Crowley)                                       | Iconic Heroes of Wrestling Excellence     | September 2015 – Oktober 2017 |
| Texas (Sherman)                                       | NWA Texoma                                | September 2012 – Oktober 2017 |
| West Virginia (Beckley)/North Carolina (Powellsville) | NWA Mid-Atlantic Wrestling                | November 2011 – Oktober 2017  |
| Australien                                            | All Action Wrestling                      | September 2013 – Oktober 2017 |

### Die Lizenzpolitik der NWA seit Oktober 2017 bis heute
Im  Frühjahr 2017 verkaufte NWA-Präsident Bruce Tharpe die NWA an den Musiker Billy Corgan. Mit der aktiven Geschäftsübernahme (1. Oktober) ließ dieser bestehenden Lizenzen, deren Erneuerung bevorstand, auslaufen oder er kündigte sowohl bereits bestehenden als auch frisch abgeschlossene Lizenzvergaben auf.
Durch die neue Lizenzpolitik vonseiten Corgans wurde die von seinem Vorgänger Tharpe etablierte Geschäftspolitik drastisch verschärft. Mussten Interessierte unter Tharpe vorher gewisse Voraussetzungen für eine Lizenzvergabe mitbringen und sich offiziell über die NWA-Homepage bewerben, indem sie ihre Gründe für Lizenzvergabe darlegten und auch zahlreiches Videomaterial zur Beweisuntermauerung ihres Gesuchs einreichen mussten, so vergibt Corgan diese unter Zahlung eines vertraglich vereinbarten Geldbetrags. Die Dauer der Lizenz ist dabei unterschiedlich: Sie kann auf ein bis zwei Shows oder auch auf die Dauer einer bestimmten Storyline ausgelegt sein, die auch im Rahmen der NWA vertreten wird.
Aus vorgenannten Gründen veranstaltete auch die Hardcore-lastige CZW, einst Teil der NWA New Jersey, am 9. Dezember 2017 während ihrer Showveranstaltung „Cage of Death 19“ ein NWA-Title-Tournament um die NWA Worlds Heavyweight Championship. Aber auch die inzwischen in die AWE eingegliederte Promotion Ring of Honor (ROH) einerseits als auch Impact Wrestling anderseits wiesen 2023/24 in ihren Shows Elemente einer NWA-Storyline auf, als deren Wrestler Teilnehmer von NWA-Tournaments (z. B. 2021 Mickie James mit dem Showformat NWA EmPowerrr) und NWA-Wrestler im Rahmen ihrer jeweiligen Storyline dort Verpflichtungen nachkamen und dort antraten.